# Viktor D. Salis
Viktor David Salis (Atenas, 14 de agosto de 1948), é um mitólogo, psicólogo, professor universitário, escritor e especialista em mitologia grega, egípcia, caldaica, oriental e judaico-cristã. Radicado no Brasil, é autor de dezenas de obras na área de mitologia, educação (Paideia) e psicologia.

## Biografia
Nascido em Atenas, foi no Brasil que o Prof. Salis se graduou, formando-se em Psicologia no ano de 1971, pela PUC-SP, onde também concluiu seu mestrado em Psicologia Educacional. Em 1977 concluiu o seu primeiro doutorado, iniciado em Genebra, em Epistemologia Genética, sobre o desenvolvimento ético e social da criança e do adolescente, tendo como orientador Jean Piaget, e concluído na Sorbonne. Em 1981 iniciou o seu segundo doutorado sob orientação de Igor Caruso na Universidade de Salzburgo, voltado à fenomenologia dos mitos e sua ética na Paideia.
Seu trabalho traz para os dias atuais as lições dos mitos e procura resgatar a educação para formar um homem obra de arte, ético e criador. Poliglota, entre outros idiomas domina o grego arcaico e moderno e o latim e faz suas leituras nos originais. Sobre sua capacidade linguística, seu ex-aluno Danilo España registrou que o Prof. Salis "lê o grego arcaico, dispensa traduções e adaptações para o português. Isso fez com que o conhecimento mais puro de todos os registros daquela época chegasse até nós."
Como escritor sua obra se divide entre livros e audiolivros sobre as áreas de ética, saúde e educação. Profere simpósios em seu consultório e palestras e cursos no Brasil e em outros países, além de atuar como orientador em teses e bancas acadêmicas.

## Obras
Possui mais de 50 obras publicadas e, dentre elas, destacam-se:
- Mitologia Viva - Aprendendo Com Os Deuses a Arte de Viver e Amar, Nova Alexandria, 2011 (2ª ed.), isbn 9788574922621
- O Casamento de Eros e Psiquê - A Arte do Encontro, Sattva Editora, 2017, isbn 9788567977072
- Édipo: Messias ou Complexo?, Sattva Editora, 2017, isbn 9788567977065
- Use a Cabeça e o Coração, Nova Alexandria, Coleção Viagem Literária (mitologia pra o público juvenil), 2012, isbn 9788574921341
- Ócio Criador, Trabalho e Saúde, ed. Claridade (184 pág.)
- Os Mistérios Egípcios e a Arte de Voltar a Viver
- Ensaio Sobre o Belo, o Nobre e o Justo na Visão dos Antigos
- Os Doze Trabalhos de Hércules: para a educação da ética e dos talentos ontem, hoje e sempre, 2015, isbn 9788591348091